# 中国驻蒙特利尔总领事馆
中华人民共和国驻蒙特利尔总领事馆（英語：Consulate-General of the People's Republic of China in Montreal），简称中国驻蒙特利尔总领事馆，是中华人民共和国派驻加拿大魁北克省蒙特利尔的最高级别外交机构。领区包括魁北克省和新不伦瑞克省。

## 机构设置
中国驻蒙特利尔总领事馆设置下列机构：
- 政治经济处
- 教育科技文化处
- 领事侨务处
- 办公室